# 테헤란 연가
《테헤란 연가》는 MBC에서 2002년 7월 5일에 방영된 베스트극장이다.

## 줄거리
외모가 준수한 준호(이형철)는 대기업 반도체 본사 빌딩 로비에서 근무하는 경비용역업체 직원이다. 수천억원대의 지적, 인적재산을 지킨다는 자부심이 강한 그는 비서실에 근무하는 최서영(이세은)을 짝사랑하고 있다. 준호의 꿈은 방 두 개짜리 집에서 최서영과 결혼해서 사는 것이다. 이 꿈을 위해서 준호는 밤에 대리운전을 하며 돈을 모은다. 준호는 여직원들과 함께 가는 서영을 따라 식당에 들어가 우연히 만난 것처럼 서영에게 자신을 소개한다. 그러나 서영은 준호의 근무부서가 경비실임을 알고는 실망의 빛이 스친다.
서영이 연구실 박사인 유학파 엘리트 김민석(최준용)을 좋아하고 있다는 것을 알게 된다. 모두들 퇴근하고 야간근무가 있는 날, 준호는 모니터를 통해 서영과 민석이 키스하는 것을 보게 된다. 다급해진 준호는 퇴근하는 서영을 쫓아가 사랑한다고 말한다. 하지만 서영으로부터 거절당하고 준호는 매번 대리운전을 하러갔던 술집에서 처음으로 손님이 되어 마리(서유정)와 함께 술을 마시다가 김민석이 서영을 앞세워 사장실에 있는 신제품 D램 설계도면과 출시전략 기획서를 빼돌리고 있다는 것을 알게 된다. 김준호의 제보로 국내 굴지의 반도체 핵심 기술이 해외에 밀반출 될 위기를 면했다. 김민석은 구속되고 서영은 사표가 수리되자 준호는 서영에게 한가닥 기대를 걸고 찾아갔지만 서영의 거절에 마음을 돌려 마리를 아버지에게 소개시킨다.

## 등장 인물

### 주요 인물
- 서유정 : 마리 역
- 이형철 : 김준호 역
- 이세은 : 최서영 역
- 최준용 : 김민석 역

### 그 외 인물
- 김인문
- 김태영
- 박주희
- 이종래
- 유식
- 김선일
- 손유정
- 송성희
- 정승재
- 이경미
- 장경희
- 이영미
- 최자혜
- 김진형

### 우정출연
- 박광정